# باشگاه فوتبال رنتیستاس
باشگاه اتلتیکو رنتیستاس، که برای راحتی با نام رنتیستاس شناخته می‌شود، یک باشگاه فوتبال حرفه‌ای اروگوئه‌ای است که در سریتو دلا ویکتوریا، مونته ویدئو واقع شده‌است. این باشگاه که در سال ۱۹۳۳ تأسیس شد، در دسته دوم اروگوئه رقابت می‌کند.
رنتیستاس در سال ۱۹۷۱، اولین تیم محله سریتو دلا ویکتوریا بود که به لیگ دسته اول اروگوئه صعود کرد. آنها تا سال ۱۹۸۰ در آنجا ماندند. رنتیستاس در سه نوبت دیگر (۹۲–۱۹۸۹، ۰۱–۱۹۹۷، ۰۷–۲۰۰۴) به دسته اول بازگشت.
در سال ۱۹۹۸ رنتیستاس ورزشگاه جدید خود را به نام Complejo Rentistas افتتاح کرد. این باشگاه در Clausura دوم شد و به جام CONMEBOL 1999 راه یافت. از بازیکنان معروفی که در این تیم بازی کرده‌اند، می‌توان به رونالد آرائوخو اشاره کرد که در حال حاضر عضو تیم اصلی بارسلونا است.